# Agrostis kilimandscharica
Agrostis kilimandscharica är en gräsart som beskrevs av Carl Christian Mez. Agrostis kilimandscharica ingår i släktet ven, och familjen gräs. Inga underarter finns listade i Catalogue of Life.